# Звезде и Сунчев систем
Звезда је небеско тело сферноидног облика, а у стању призме, које зрачи сопственом светлошћу.

## Зашто звезде сијају и о њиховој величини и сјају
Звезда је лопта врелога гаса која сија сопственом светлошћу. Планете сијају одбијеном Сунчевом светлошћу и изгледају као да стално сијају, док звезде трепере. То је због супстанција у ваздуху које се налазе између Земље и звезда. Несталан ваздух прелама светлост са звезда и због тога изгледа као да оне трепере. Тако да, Сунце сија јер је звезда, мада у поређењу са другим звездама, не тако сјајна и велика. Сунце је средњег сјаја и величине. Постоје милиони звезда које су веће и које су мање и сјајније - и мање сјајне од Сунца. Стари грчки астрономи су поделили звезде према њиховом сјају или величини. Оне према сјају су сврстане према свом спектру или врсти светлости која долази са њих. Захваљујући разликама између спектара, астрономи сазнају каква је боја, температура и хемијски састав звезда.

### Најсјајнија звезда
Сви смо некада покушали да нађемо најсјајнију звезду на небу, зар не?
У доба грчких астронома, пре 2000 година, звезде су подељене у групе у зависности од њихове величине и сјаја. Пре открића телескопа постојало је шест врста сјаја звезда: најсјајније су биле звезде прве величине, а оне шесте величине се не могу видети без телескопа. Свака звезда је око два и по пута светлија од звезде следеће величине. Постоје 22 звезде прве величине и оне су најсјајније, док звезда двадесета величина има око милијарду. Најсјајнија је Сиријус - она је више од хиљаду пута сјајнија од најблеђе звезде која се може видети без телескопа.

## Састав звезда
Звезде чине усијани гасови. Гасови многих звезда су разређени, јер су честице материје удаљене.
По саставу су веома сложене -Сунце на пример садржи преко 60 хемијских елемената који се налазе и на Земљи(као што су водоник, хелијум гвожђе, калцијум, магнезијум).
Хладне звезде могу бити сачињене од скоро течних материја, а масе неких старих, хладних звезда може бити толико густа, да један кубни центиметар може да има масу од једне тоне - такве звдезде се гасе и постају црни патуљци.

## Звезде падалице
Њихова права природа упозната је тек у 19. веку.
Већина метеорита је мања од зрна песка и они обилазе око Сунца као планете. Толико су мали да постају видљиви тек када продру у нашу атмосферу где постају метеори у виду светлосног трага. Тај светлосни траг не потиче од самог метеорита, већ од наелектрисања изазваног на честицама ваздуха дуж његовог пута. Метеорит се загреје од трења, тако да не стиже до Земљине површине јер се распадне. Јављају се у виду ројева и појединачно. Појединачно се могу јавити било када и у било којој тачки неба, док су ројеви везани за комете.

## Сунчев систем
Сунчев систем чини једна звезда - Сунце и 8 планета - Меркур, Венера, Земља и Марс(које спадају у планете Земљиног типа) и Јупитер, Нептун, Уран и Сатурн(које спадају у планете Јупитеровог типа).

### Меркур
Меркур је планета најближа Сунцу(удаљена 58 милиона километара), али најмања у Сунчевом систему. Њен пречник је 4880 км, а Сунце обиђе за 88 дана.

### Венера
Следећа по удаљености је Венера која је од Сунца удаљена 108 милиона километара. Њен пречник износи 12 100 км и Сунце обиђе за 224 дана.

### Земља
Земља, планета на којој живимо, трећа је по удаљености од Сунца - удаљена је 149 милиона километара, пречника је 12 756 км, а Сунце обиђе за 365 и 3/4 дана.

### Марс
Марс је удаљен од Сунца 228 милиона километара, и то га ставља у четврту позицију по удаљености. Његов пречник је 6790 километара, а једна његова година износи 687 дана.

### Јупитер
Јупитеров пречник износи 143 000 километара, Сунце обиђе за 11 година и 86 дана, а од њега је удаљен 228 милиона километара.

### Сатурн
Његова удаљеност од Сунца износи 1427 милиона километара, пречник 120 000 километара, а око сунца се обрне за 29 година и 46 дана.

### Уран
Уран Сунце обиђе за 84 године и један дан. Од Сунца је удаљен 2 869 милиона километара, а његов пречник износи 49 700 километара.

### Нептун
Нептун је најудаљенији од Сунца - 4495 милиона километара. Његов пречник износи 53 000 км, а око Сунца се обрне за 164 године и 79 дана.
За више података о овим планетама и Сунчевом систему -> Списак гравитационо заобљених објеката у Сунчевом систему и Сунчев систем

### Сунчев век
Једно време се сматрало да се Сунце постепено хлади. Ова теорија је нетачна, јер би у том случају Сунце трајало само неколико хиљада година.
Данас постоје докази о томе да је енергија коју Сунце ослобађа резултат атомске трансформације. У унутрашњости Сунца се ствара хелијум сједињавањем водоникових атома. Тада се ослобађа енергија која стално излази из унутрашњости Сунца на његову површину. Претпоставља се да ће овај процес наставити још 150 милијарди година и тада би његов резултат био смањење Сунчеве масе за 1%, што значи да ће Сунце сијати још много милијарди година.

### Сунчеве пеге
Након проналаска телескопа 1609. године, Галилео Галилеј је конструисао неколико телескопа помоћу којих је посматрао пеге на Сунцу. Изгледале с као велике, тамне мрље на светлој површини. Оне се могу посматрати ведрим данима. Знатно се разликују по величини, једна огромна пега је имала 150 000 километара дужине и око 100 000 километара ширине. Њу чини средишни део, или језгро које је окружено светлим подручјем полусенки. Пеге се појединачно ретко јављају, углавном су у јатима. Сунчеве пеге су огромни вртлози наелектрисане материје који избијају из унутрашњости Сунца у паровима. Електричан ефекат који изазивају електрони који улазе у Земљину атмосферу је поларна светлост. Њени електрони такође могу ометати радио-везе и повећавати количину озона у горњој атмосфери. Озон упија више Сунчеве топлоте и на тај начин С. пеге могу да утичу на промену времена. Већина ових пега траје само неколико дана, али има и оних које трају по два месеца и више. Подаци о Сунчевим пегама постоје око сто година, али се и даље проучава њихова природа и утицај на Земљу и човека.

### Помрачење Сунца иМесеца
Када се Месец нађе тачно између Земље и Сунца, он на површину Земље баца сенку и тада настаје помрачење Сунца. До помрачења Сунца долази само за време младине, јер се тада Месец налази с оне стране Земље која је окренута Сунцу. Међутим, нема увек помрачења. Месечева путања око Сунца, која траје 29 дана, се не поклапа са Земљином путањом - некад пролази испод, а некад изнад Земљине путање. Према томе, помрачење Сунца може бити потпуно, прстенасто и делимично. Када је Сунце у потпуности заклоњено од стране Месеца, тада је помрачење потпуно. Помрачење Сунца је прстенасто када је Месец превише далеко да би сакрио Сунце и тада се јавља само као тамна плоча која покрива скоро цело Сунце, осим уског прстена око ивица. Када се само део Месечевог круга нађе између Сунца и Земље, тада је помрачење делимично.
Помрачење Месеца је када је Месец искључиво пун. ОН се тада налази са оне стране Земље која није окренута Сунцу. Када зађе за Земљу, он постепено улази у купасту сенку коју прави Земља и нестане с видика и тада јепомрачење потпуно. Делимично је када Месец делимично уђе у Земљину сенку.
Помрачења Месеца може бити до три, а неких година нема ни једно, док помрачења Сунца сваке године има најмање два, а може их бити и пет.
На сваком месту на Земљиној површини се потпуно помрачење Сунца може видети само једном у сваких 360 година.

### Сатурнови прстенови
Галилео Галилеј је 1610. запазио нешто чудно око Сатурна, док је 1655. године научник Кристијан Хајгенс изучавао Сатурн бољим телескопом и видео исто што и Галилео, с т им да је своја запажања шифровао и када су касније прочитана, писало је: Он(Сатурн) окружен је танким, спљотеним прстеном, који га нигде не додирује, а који је нагнут према еклиптици.
Сатурнова највећа особеност су управо његови прстенови који га окружују. Систем његових прстенова обухватају споља два сјајна прстена, раздвојена тамном опругом - Касинијевом разделницом (по имену астронома Ђованија Касинија који ју је открио). Постоје 3 главна прстена: спољни, широк 16 000 км; средњи, сјајнији од спољног и одвојен Касинијевом разделницом, широк 27 000 км и прстен који изгледа провидан као вео.
1980. и 1981. године васионске сонде - Воиџер 1 и Воиџер 2 су прошле поред Сатурна и 6, до тада познатих прстенова , рашчланили на неколико стотина прстенова. Пречник прстенова износи 272 000 км, док је њихова дебљина само неколико километара - када би се Сатурн упоредио са тениском лоптицом, прстенови би били тањи од најтање хартије.
```
Литература:
 Војин Анчић са групом аутора, 
1000 зашто, 1000 зато
; MK Panonia, Нови Сад, 2002.
```